# Meuschenia flavolineata
Meuschenia flavolineata és una espècie de peix de la família dels monacàntids i de l'ordre dels tetraodontiformes.

## Morfologia
- Els mascles poden assolir 30 cm de longitud total.
- Nombre de vèrtebres: 20.[4][5]

## Hàbitat
És un peix marí, de clima temperat i associat als esculls de corall que viu entre 15-50 m de fondària.

## Distribució geogràfica
Es troba al sud d'Austràlia: des del sud d'Austràlia Occidental fins a Nova Gal·les del Sud i Tasmània.

## Observacions
És inofensiu per als humans.